# Equipe checoslovaca na Federation Cup
A equipe checoslovaca na Federation Cup representou a Checoslováquia na Federation Cup (que viria a se tornar a Fed Cup, e depois a Copa Billie Jean King), principal competição de tênis feminina por equipes do mundo.
Conquistou cinco títulos, incluindo um tricampeonato (1983-1984-1985).
Competiu entre 1963 e 1992. No ano seguinte, depois da dissolução, novas equipes foram criadas:
- Equipe checa na Copa Billie Jean King (os recordes históricos da Checoslováquia foram herdados pela Chéquia);
- Equipe eslovaca na Copa Billie Jean King.